# Marc Restout
Marc Restout (getauft am 14. Februar 1616 in Caen; gestorben 3. April 1684 ebenda) war ein französischer Maler.

## Familie
Restout war Teil einer Malerdynastie und war ein Sohn des Malers Merguerin Restout. Er war der Vater von Jean Restout dem Älteren und der Großvater von Jean Restout dem Jüngeren. Seine Söhne Jacques Restout (1650–1701), Eustache Restout (1655–1743) und Thomas Restout (1671–1754) waren ebenfalls Maler. Er war ein Schüler des Malers Noël Jouvenet (1650–1698). Er unternahm Reisen nach Holland und nach Italien. Nach Abschluss seines Studiums in Italien kehrte er in seine Heimatstadt zurück, wo er als Stadtrat fungierte. Er wurde am 5. April 1684 beigesetzt.

## Werke (Auswahl)
- 1848: drei große Tafelbilder
- 1654: Altarbild für die Chapelle de Notre-Dame-de-la-Délivrance in Douvres
- 1670: Marienaltar für die Kirche in Hermanville
- um 1655: Kniebild des Claude Leclercq du Tremblay, Titularabt der Prämonstratenserabtei Mondaye im Bistum Bayeux